# حمامات ماعين
حمامات ماعين موقع سياحي طبيعي جنوب العاصمة الأردنية عمان. يصل عدد العيون الحارة فيها إلى 63 عين، وهي منخفضة عن سطح البحر بمقدار 120 متر.

## الموقع
تقع حمّامات ماعين على بعد 58 كيلو متراً جنوبي عمّان في محافظة مادبا، وتبعد عن مدينة مادبا 27 كيلومتر. وهي منطقة تنخفض 120 مترا عن سطح البحر. تحتوي منطقة ماعين على مجموعة من الينابيع يصل عددها إلى 63 نبعاً بدرجات حرارة مختلفة ولكنها متشابهة في تركيبتها الكيميائية، إذ تحتوي على عناصر مهمة كالصوديوم والكالسيوم والكلوريد وغاز الرادون وكبريتيد الهيدروجين وغاز ثاني أوكسيد الكربون. وتصل درجات الحرارة في بعض الينابيع إلى 63 درجة مئوية.

## المرافق السياحية في حمامات ماعين
يوجد في حمامات ماعين منتجع فندقي من فئة الخمس نجوم (منتجع هوت سبرينغ ماعين) بطاقة استيعابية تصل إلى 97 غرفة فندقية بالإضافة إلى ثلاث قاعات خاصة بالاجتماعات، هذا إلى جانب برك طبيعية وغرف ساونا ومسبح عام ومطاعم مطلة على جبال وشلالات ماعين. ويتوفر داخل المنتجع مركز صحي علاجي متكامل (سبا (متخصص بالصحة العلاجية والمساج مع وجود مختصين يشرفون على إدارة هذا المركز).

## صفات حمامات ماعين
تعدّ حمامات ماعين الموقع الأكثر جاذبية بسبب وجود جبال شاهقة داكنة اللون بفعل الحرارة الجوفية، تشقها مياه ساخنة من قمة جبل بازلتي وصخور نارية لتنمهر عيوناً وشلالات، راسمة لوحة بانورامية ألوانها أحضان الطبيعة وعمقها إرث ديني وتاريخي. يصل الزائر إلى حمامات ماعين عبر طرق مختلفة. وتنحدر شلالات ماعين من قمة الجبل وتشق تعاريج ساحرة وهي تكمل المياه التي تخترق محمية الموجب باتجاه البحر الميت عبر جبال ماعين امتداداً إلى منطقة الفنادق عبر الزارا المعروفة بمياهها الساخنة. وتشكل حمامات ماعين محطة هامة على خريطة السياحة العلاجية التي تزدهر خاصة في فصل الشتاء بسبب مناخ المنطقة الدافئ على تخوم الأغوار بين الجبال ومياهه الساخنة.

## السياحة العلاجية في حمامات ماعين
يؤم حمامات ماعين السياح بقصد العلاج والاستشفاء أو بهدف الراحة والاستجمام بمياهه المعدنية التي تشفي العديد من الأمراض المستعصية والمزمنة مثل أمراض الجلد وأمراض الدورة الدموية وآلام العظام والمفاصل والظهر والعضلات لأن المياه تحتوي على عناصر مهمة كالصوديوم والكالسيوم والكلوريد وغاز الرادون وكبريتيد الهيدروجين وغاز ثاني أكسيد الكربون وأيضاً بفعل الحرارة لأن حرارة مياه الينابيع تصل إلى أكثر من 63 درجة مئوية. تبيّن أيضاً أن العلاج بالمياه الساخنة يفيد في حالات خاصة منها أمراض الروماتيزم المزمنه وتشنج العضلات وآلام الظهر والأوعية الدموية والدوالي وأمراض الجلدية وتنشيط الجسم بصورة عامة من الإرهاق العصبي والنفسي وإفراز الغدد الصماء والتهاب الجيوب الأنفية المزمنة.
و تتنوع طرق استخدام المياه المعدينيه الساخنة التي تمتاز بخصائص استشفائية من الدش وحمام الفقاقيع وحمام الجاكوزي والسرير المائي إلى الحمامات المتناوبة للقدمين وأيضا العلاج عبر استنشاق البخار المتصاعد من المياه المعدنيّة الذي يساعد على شفاء الأمراض الصدرية لا سيما لدى المدخنين المزمنين.
وثم قسم للعلاج بالطين المأخوذ من البحر الميت الذي أثبت فوائده العلاجيه فضلا عن قسم العلاج بالكهرباء مكملا بالمياه والتمارين الطبية فضلا عن خدمة العلاج الفيزيائي (فيزيوثيرابي) لا سيما تحت الماء على أيدي فيزيائيين مختصّين.

## معرض صور

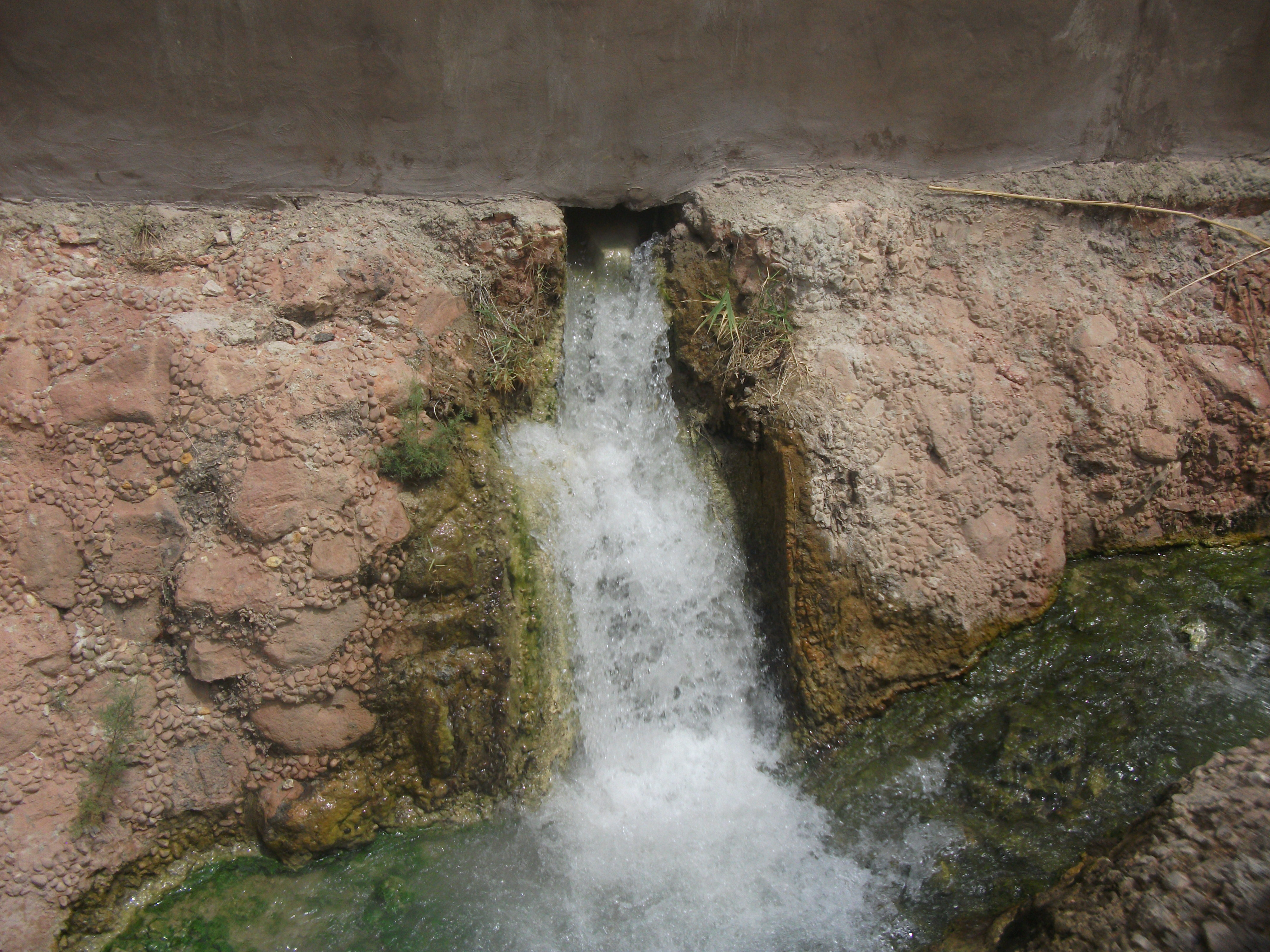
الينابيع
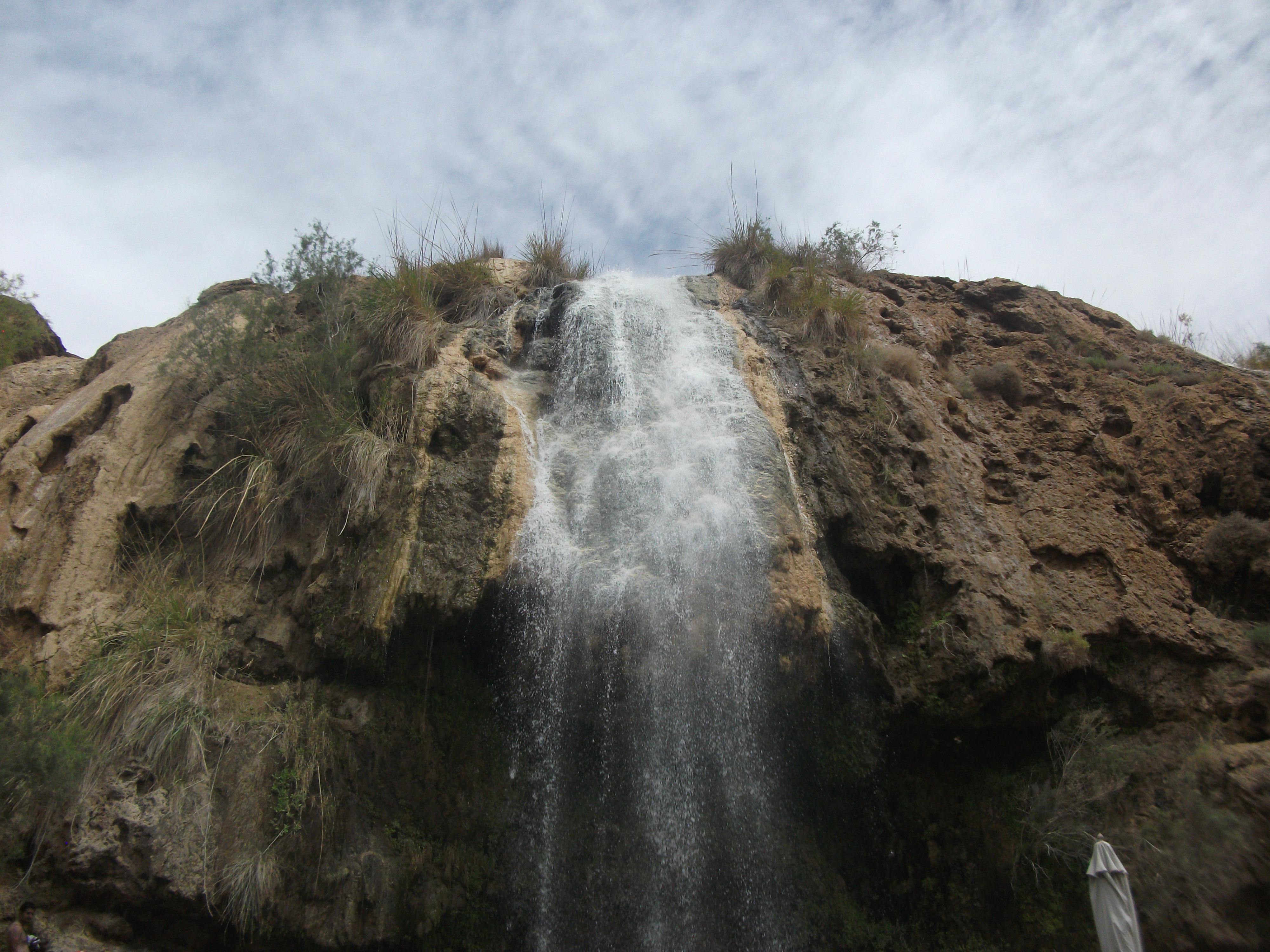
الشلال
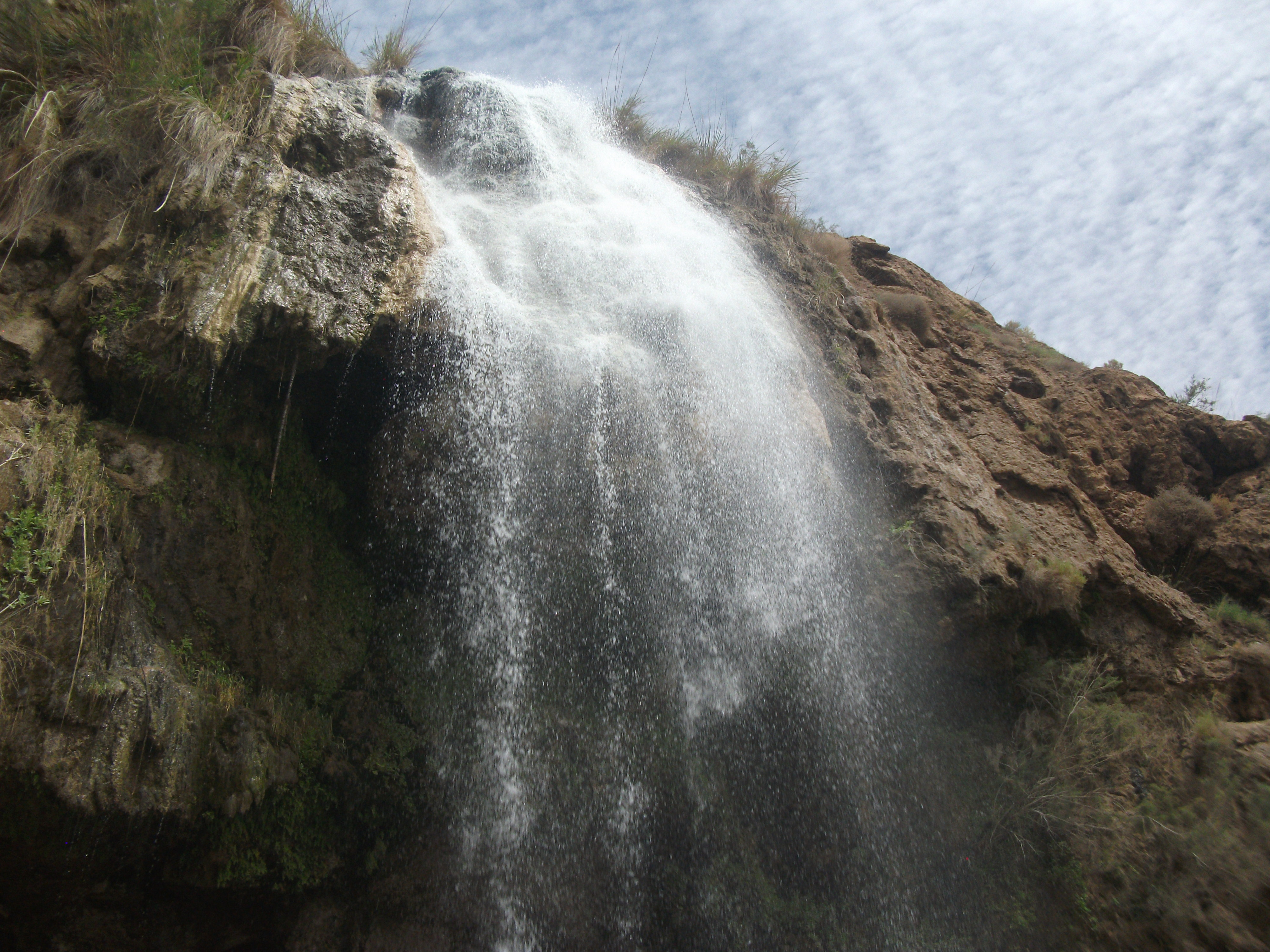
الشلال الرئيسي